# 约尔格·海因里希
约尔格·海因里希（1969年12月6日-），德国前足球运动员，經已退役，司職後衛。

## 生平
這名球員是在1994年於弗赖堡展開球員生涯。效力第一季上陣33場，取得7個入球。第二個球季僅效力半季，就於1996年1月加盟規模較大的多特蒙德。這次轉會可謂是海因里希正確的決定，蓋因在他效力期間，就隨球隊於1997年以3-1打敗意大利強隊祖雲達斯，贏得歐洲冠軍聯賽。
1998年他入選德國國家隊出戰該屆世界盃，為該屆正選之一。其後他登陸意甲，加盟當時世界級名將巴迪斯圖達效力的球會佛罗伦萨。不過由於球隊實力所限，意甲期間海因里希顆粒無收。2001年他返回多蒙特，贏得德甲聯賽冠軍。
隨著年齡漸高，海因里希於2003年轉投科隆，其後退步淡出，僅曾在一些小型球會擔任業餘球員。

## 榮譽
- 德甲冠軍：2002
- 歐洲冠軍聯賽：1997